# 沙尔梅伊
沙尔梅伊（法語：Charmeil，法語發音：[ʃaʁmɛj]）是法国阿列省的一个市镇，属于维希区。

## 地理
沙尔梅伊（46°9'41"N, 3°23'35"E）面积7.4 平方千米，位于法国奥弗涅-罗讷-阿尔卑斯大区阿列省，该省份为法国中部省份，北起涅夫勒省、西北接谢尔省，西南至克勒兹省，南至多姆山省，东南临卢瓦尔省，东临索恩-卢瓦尔省。
与沙尔梅伊接壤的市镇（或旧市镇、城区）包括：阿列河畔贝尔里夫、旧克勒济耶、埃斯皮纳斯-沃泽勒、罗拉地区圣雷米、旺达、维琪。

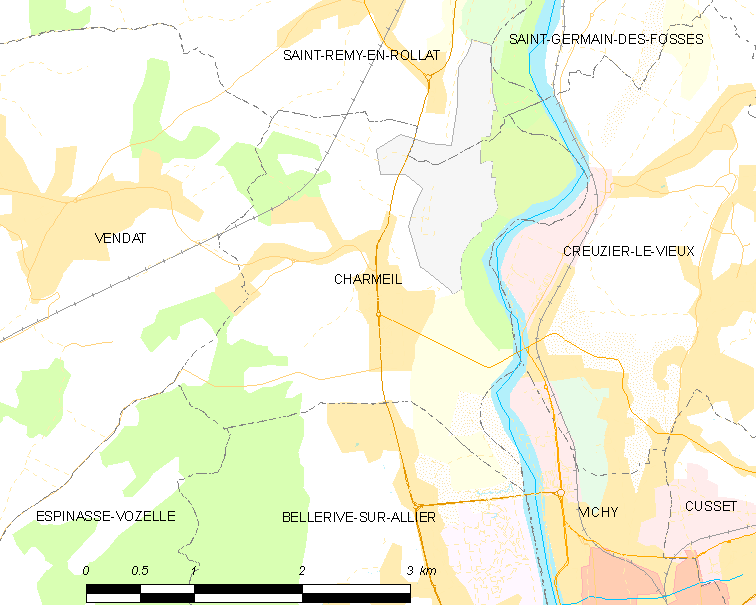
沙尔梅伊的OSM定位图

沙尔梅伊的时区为UTC+01:00、UTC+02:00（夏令时）。

## 行政
沙尔梅伊的邮政编码为03110，INSEE市镇编码为03060。

## 政治
沙尔梅伊所属的省级选区为维希第一县。

## 人口

1962-2008年间沙尔梅伊人口变化图示

沙尔梅伊于2022年1月1日时的人口数量为967人。